# Mombaroccio
Mombaroccio es una localidad y comune italiana de la provincia de Pesaro y Urbino, región de las Marcas, con 2153 habitantes.

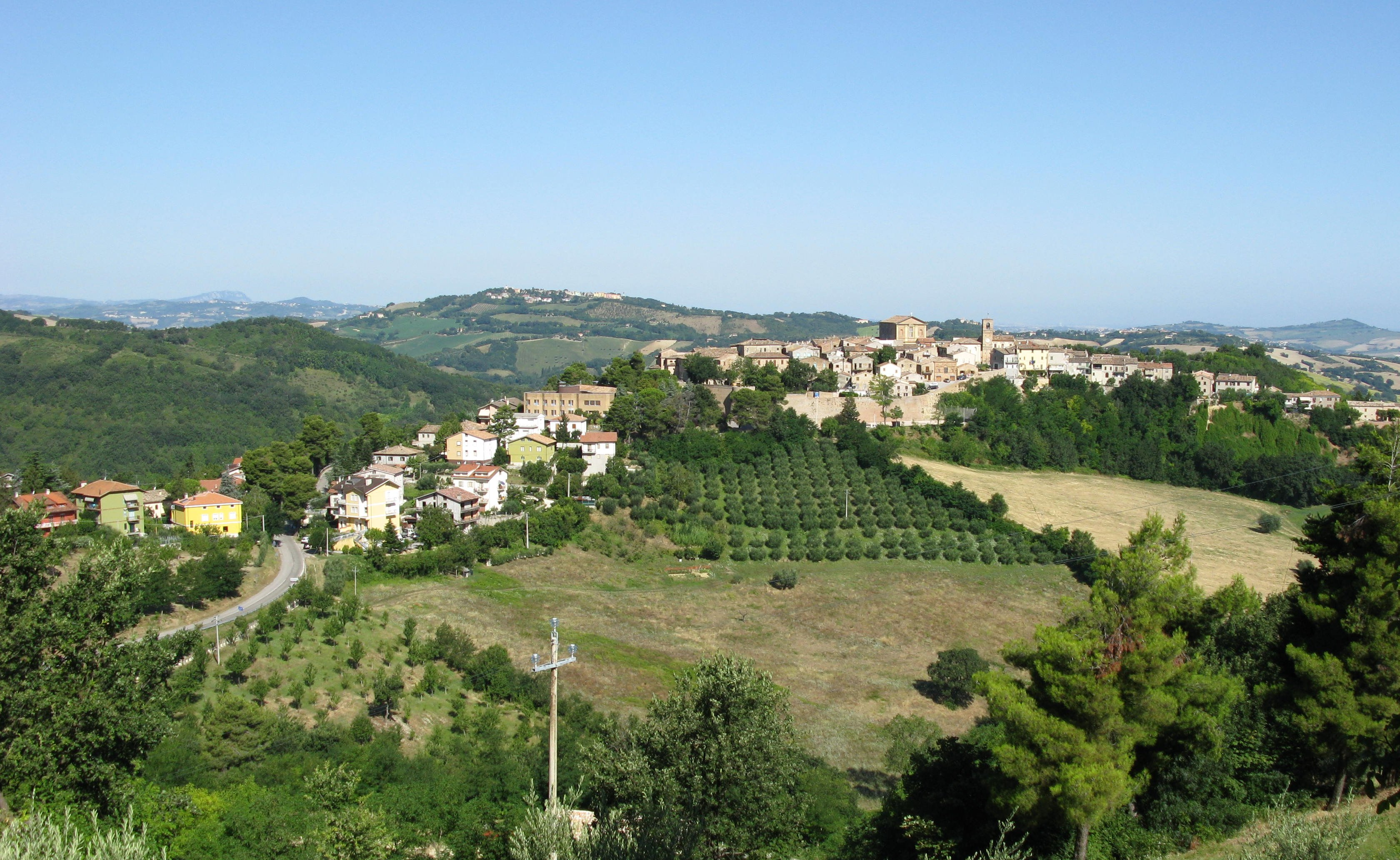
Mombaroccio

## Evolución demográfica
| Gráfica de evolución demográfica de Mombaroccio entre 1861 y 2001 |
|                                                                   |
| Fuente ISTAT - elaboración gráfica de Wikipedia                   |